# Joshua Slocum
Joshua Slocum (ur. 20 lutego 1844, zaginął 1909) – amerykański (urodzony w Nowej Szkocji) żeglarz, jako pierwszy odbył samotny rejs dookoła świata (w latach 1895–1898).

## Życiorys
Urodził się w Wilmot w Nowej Szkocji. Jako dwunastolatek uciekł z domu i zarabiał na życie jako pomocnik rybaków. W wieku lat 16 zaciągnął się na statek, a dziewięć lat później dowodził już własnym. W 1865 roku otrzymał obywatelstwo amerykańskie.
Większość życia spędził na morzu. W 1887 jego statek rozbił się w drodze do Montevideo. Slocum sprzedał wrak, spłacił załogę i zbudował 10-metrową dżonkę Liberdade, na której wrócił z rodziną do domu w Waszyngtonie. W wydanej w 1894 r. książce Voyage of the Liberdade (pl. Rejs Liberdade) opisał tę podróż.

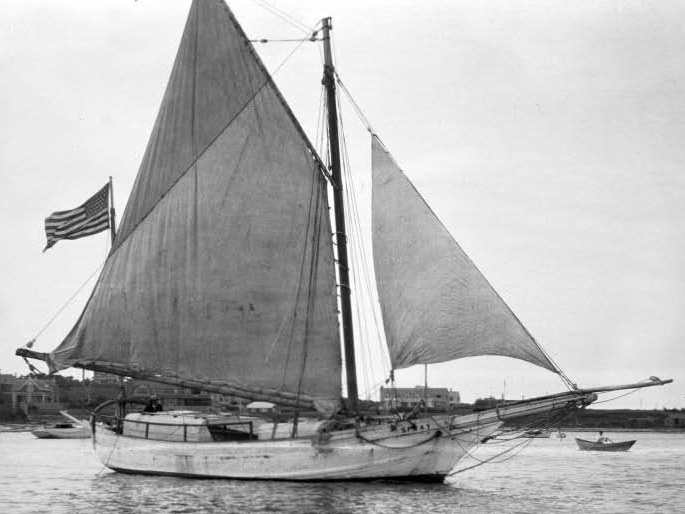
SY Spray

24 kwietnia 1895 wyruszył z Bostonu na 11-metrowej rybackiej łodzi typu jol o nazwie Spray. Wrócił ponad trzy lata później – 27 czerwca 1898 przybił do Newport w stanie Rhode Island. Opłynął samotnie cały świat, pokonując odległość 74 tys. km. Rejs opisał w książce Sailing Alone Around the World (w Polsce wydawana w tłumaczeniu Ludwika Szwykowskiego pod tytułem „Sam jeden żaglowcem naokoło świata”, Warszawa, 1930, „Samotny żeglarz”, Gdańsk, 1983, "Żeglując samotnie naokoło świata", Kraków 2012).
W listopadzie 1909 wyruszył na Spray w rejs z rzeki Orinoko w kierunku Morza Karaibskiego, podczas którego zaginął. Przypuszcza się, że w jego łódź mógł uderzyć parowiec lub wieloryb; jest to najbardziej prawdopodobna przyczyna zaginięcia, gdyż jacht posiadał solidną konstrukcję, a Slocum duże doświadczenie żeglarskie. Rozważano też hipotezę, że Slocum przypadkowo potknął się lub pośliznął i wypadł za burtę – żeglarz nigdy nie nauczył się pływać, czego nie ukrywał. Niektórzy jego zaginięcie wiązali z Trójkątem Bermudzkim. W 1924 roku został oficjalnie uznany za zmarłego.